# Quatre Saints couronnés (Nanni di Banco)
Pour les articles homonymes, voir Quatre Saints couronnés (homonymie).
Les Quatre Saints couronnés (Quattro Santi Coronati est un groupe de statues en marbre sculptées par Nanni di Banco vers 1409-1417 pour une des niches extérieures d'Orsanmichele.

## Historique
Commanditée par l’Arte dei Maestri di Pietra e Legname (la Corporation florentine des charpentiers et tailleurs de pierre), le groupe occupa à partir de 1417, une des niches extérieures d'Orsanmichele.
Les originaux de ces statues ont trouvé leur place protégés dans l'espace muséal du lieu, précisément dans l'ancien grenier à blé en étage de l'édifice, nommé Loggia des Arti avant de devenir l'église actuelle.

## Sujet
Tailleurs de pierre et sculpteurs, Claude, Castorius, Symphorien et Nicostrate (Claudio, Nicostrato, Sinfronio et Castorio en italien) sont des Romains convertis au christianisme et qui, refusant d'exécuter une statue d'idole (Esculape) pour l'empereur Dioclétien, furent martyrisés dans des cercueils de plomb et précipités dans la mer vers l’an 287. Simplicius, admirateur de ces sculpteurs fut martyrisé en même temps qu'eux (il apparaît quelquefois dans la liste des « Quatre Saints couronnés » et, surnuméraire, supprimé dans les hagiographies de Jacques de Voragine).

## Images

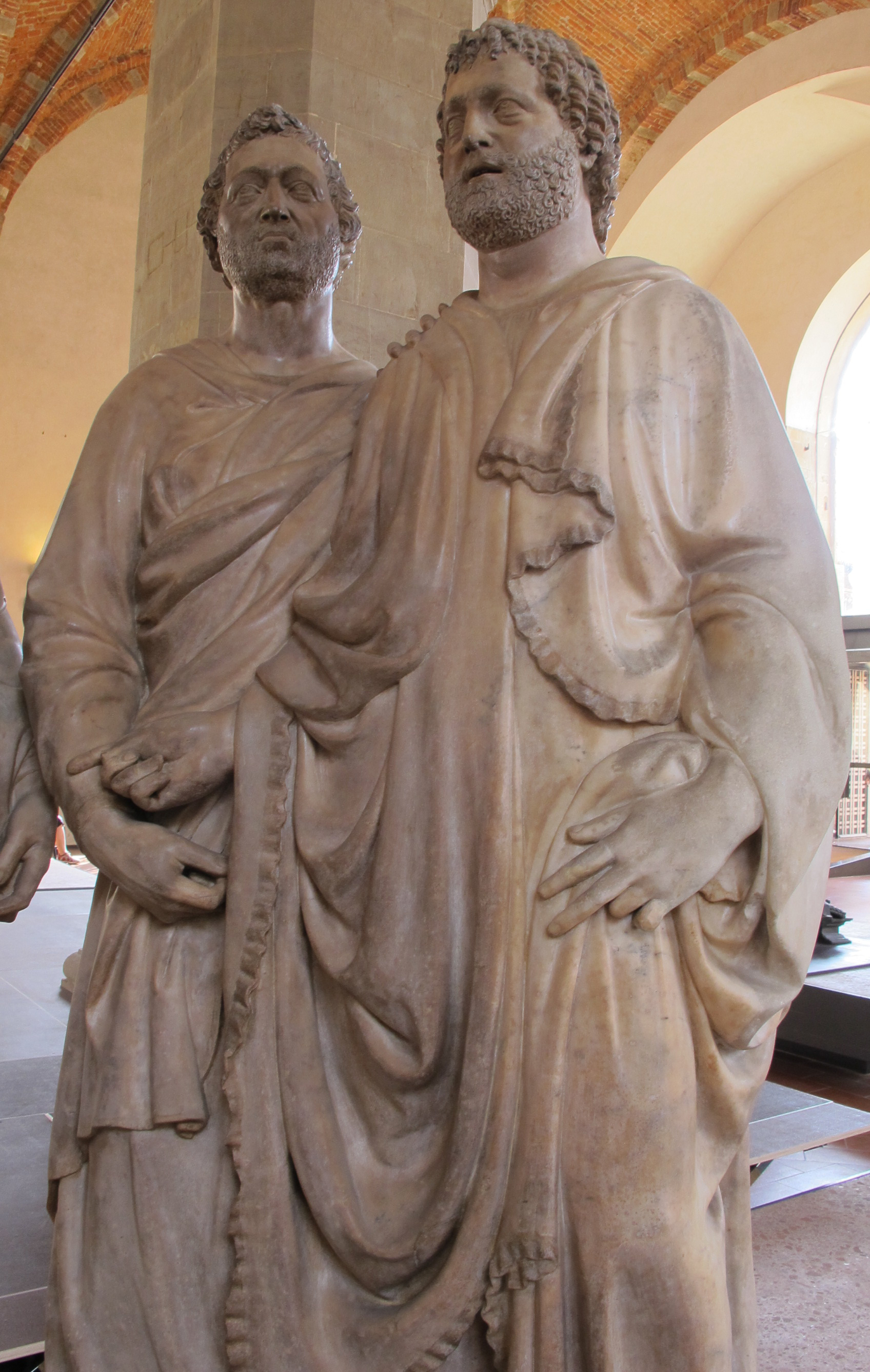
Statues de droite.
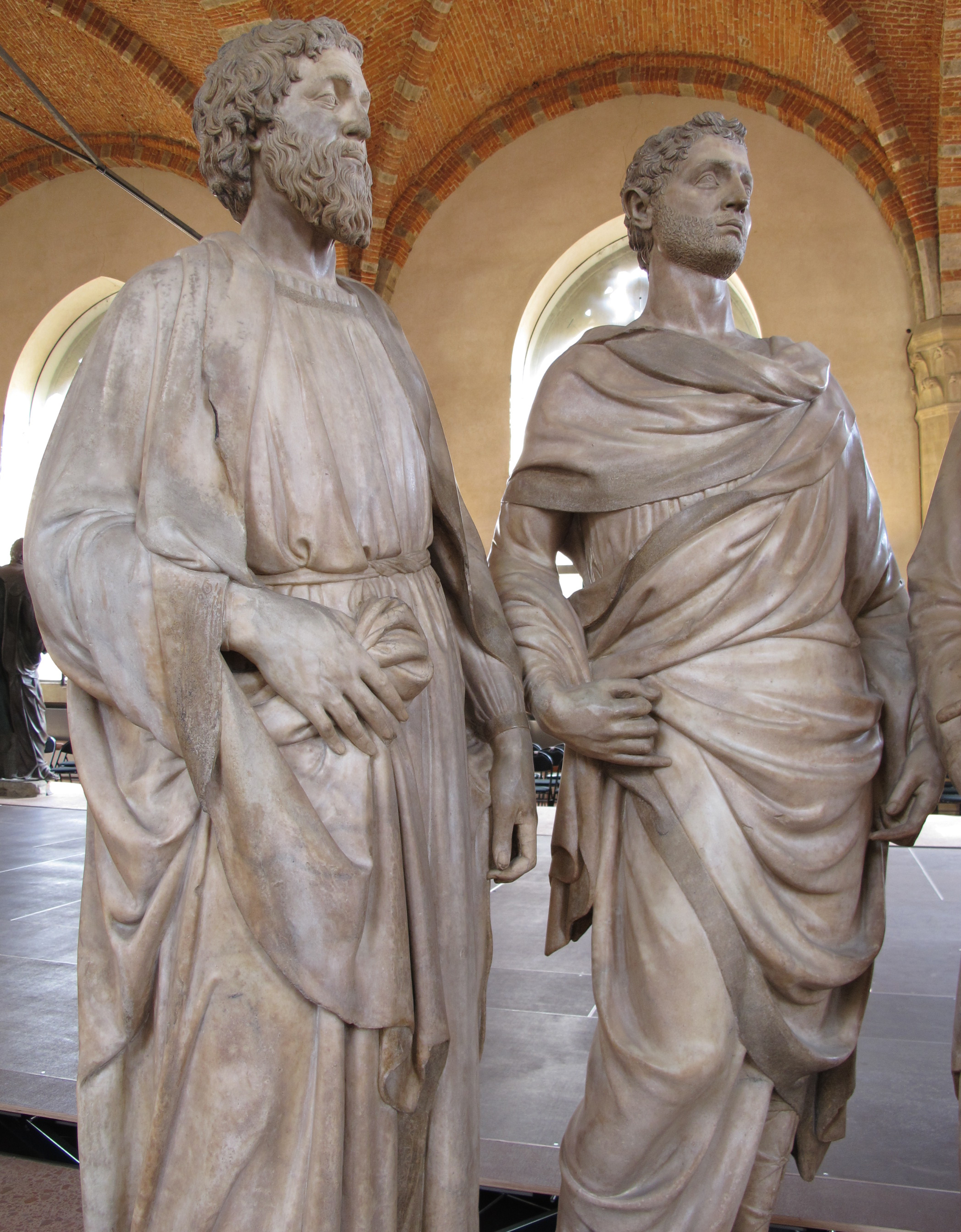
Statues de gauche.
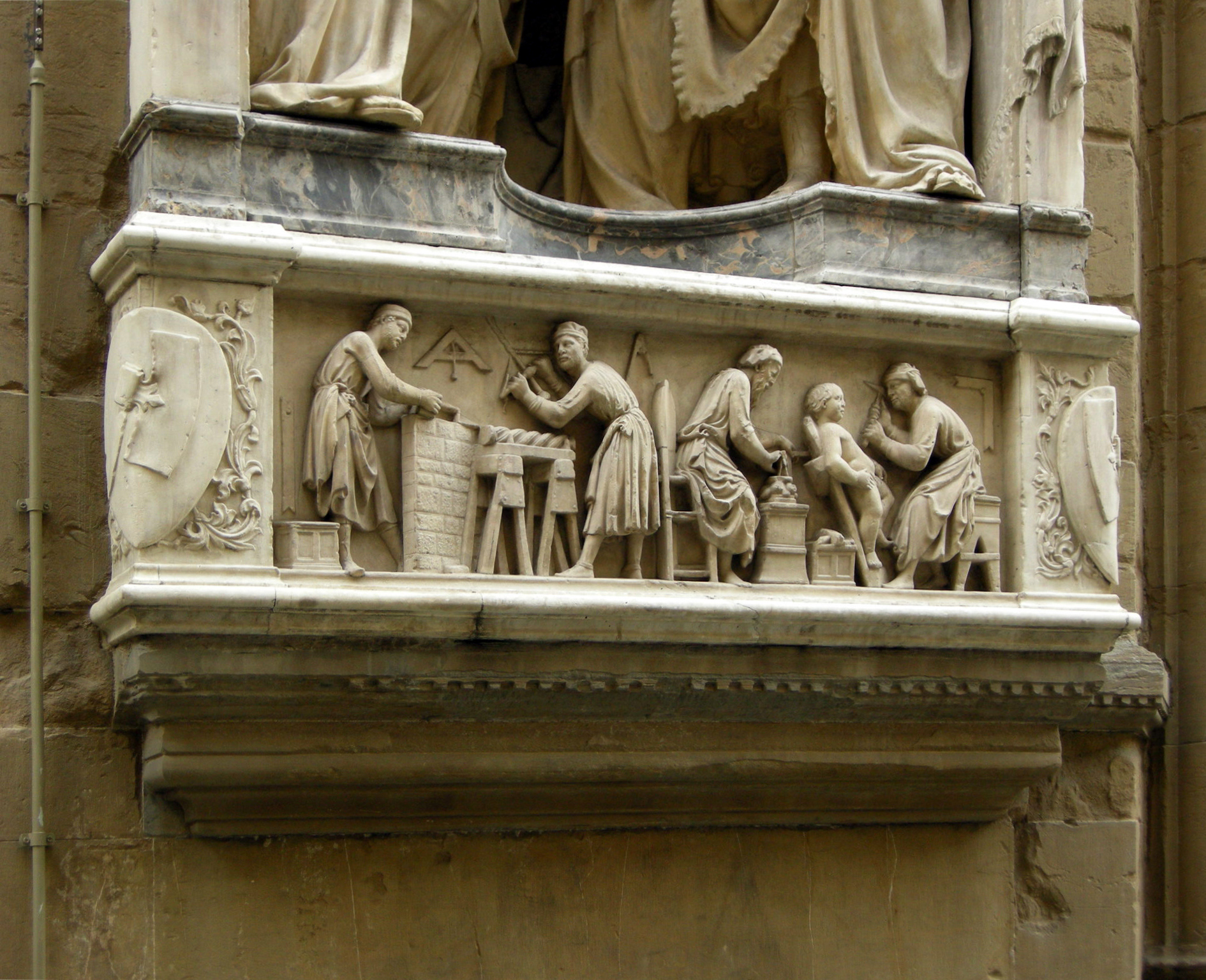
Bas-relief à la base du tabernacle.
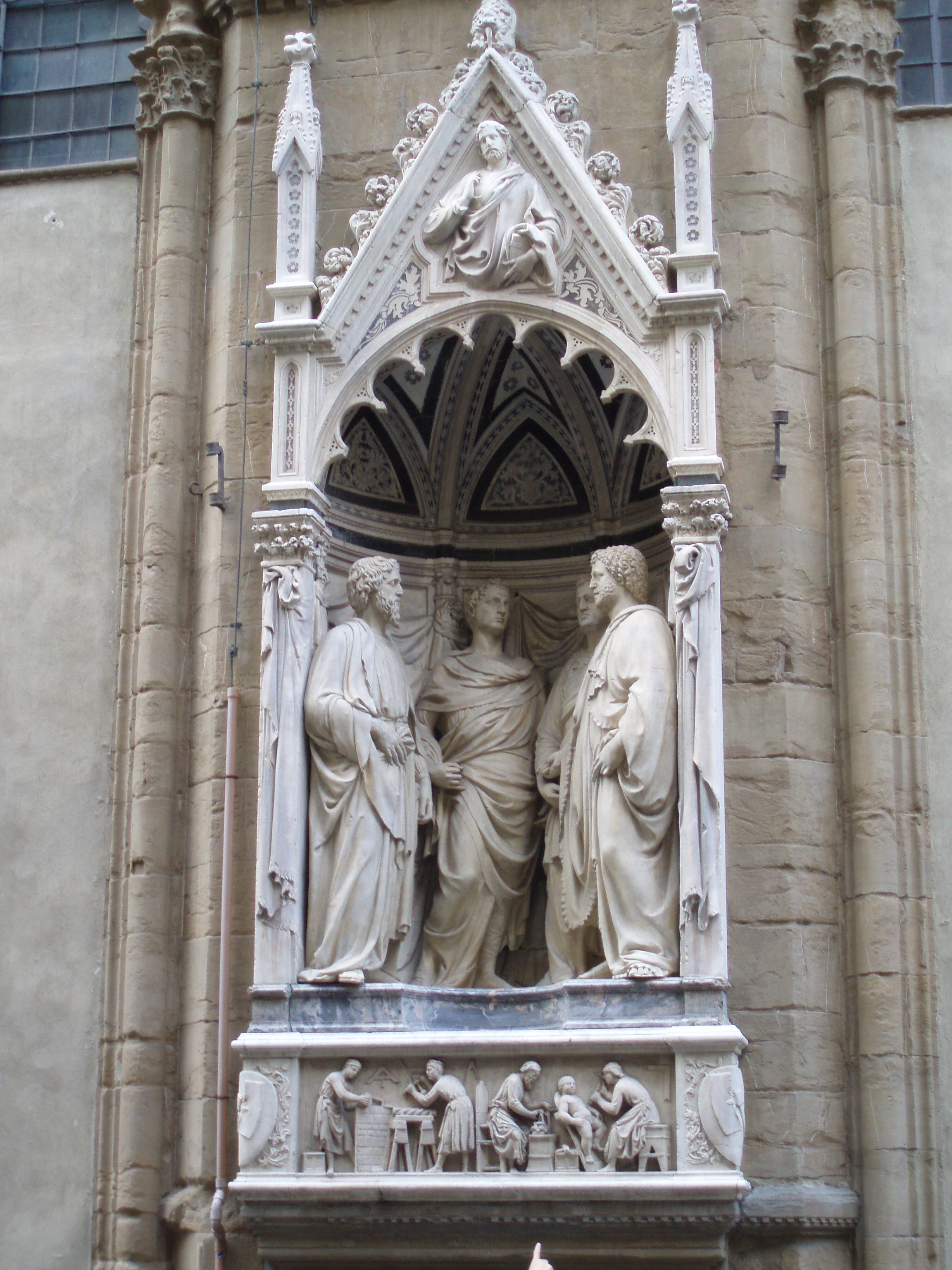
La niche.
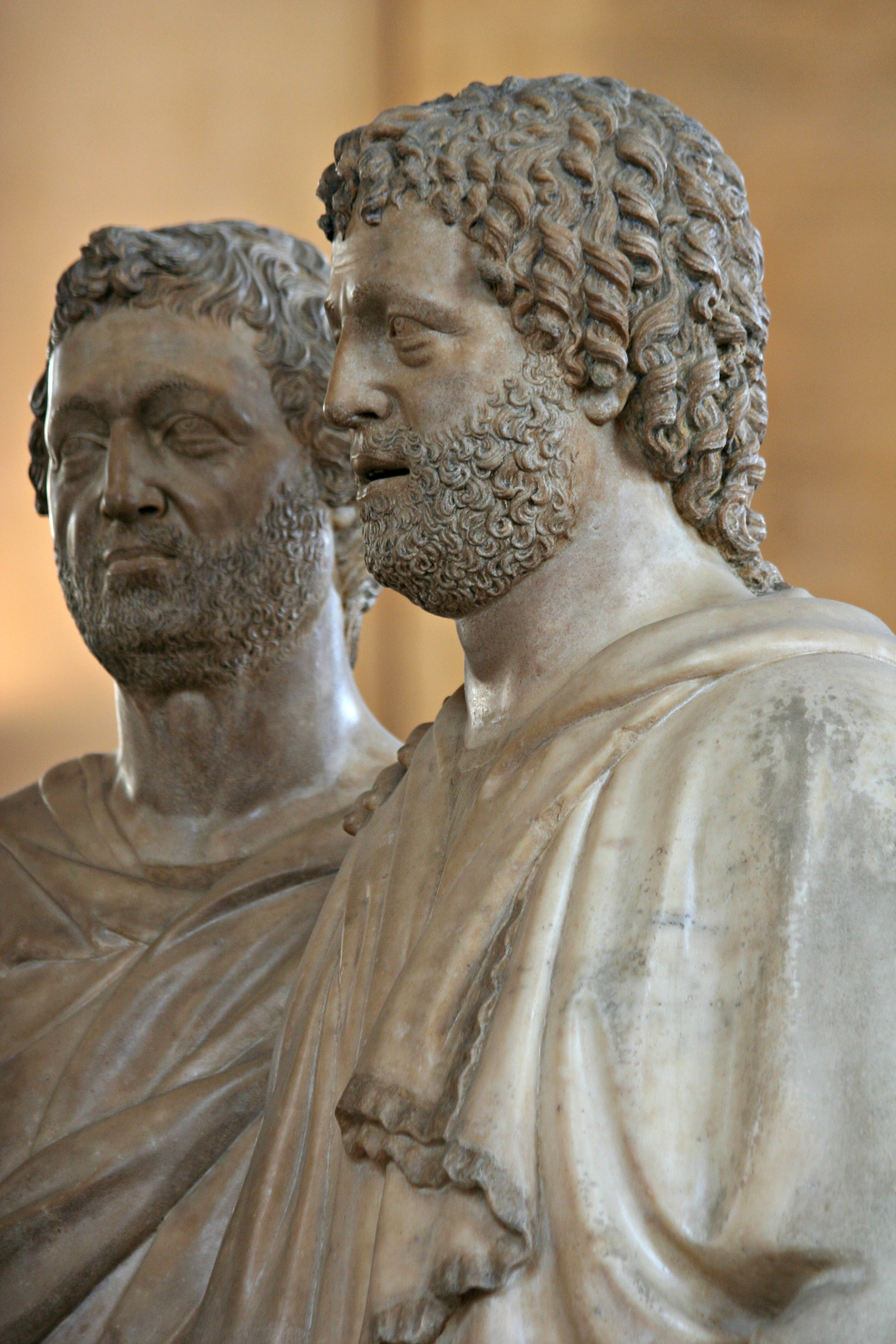
Détail.
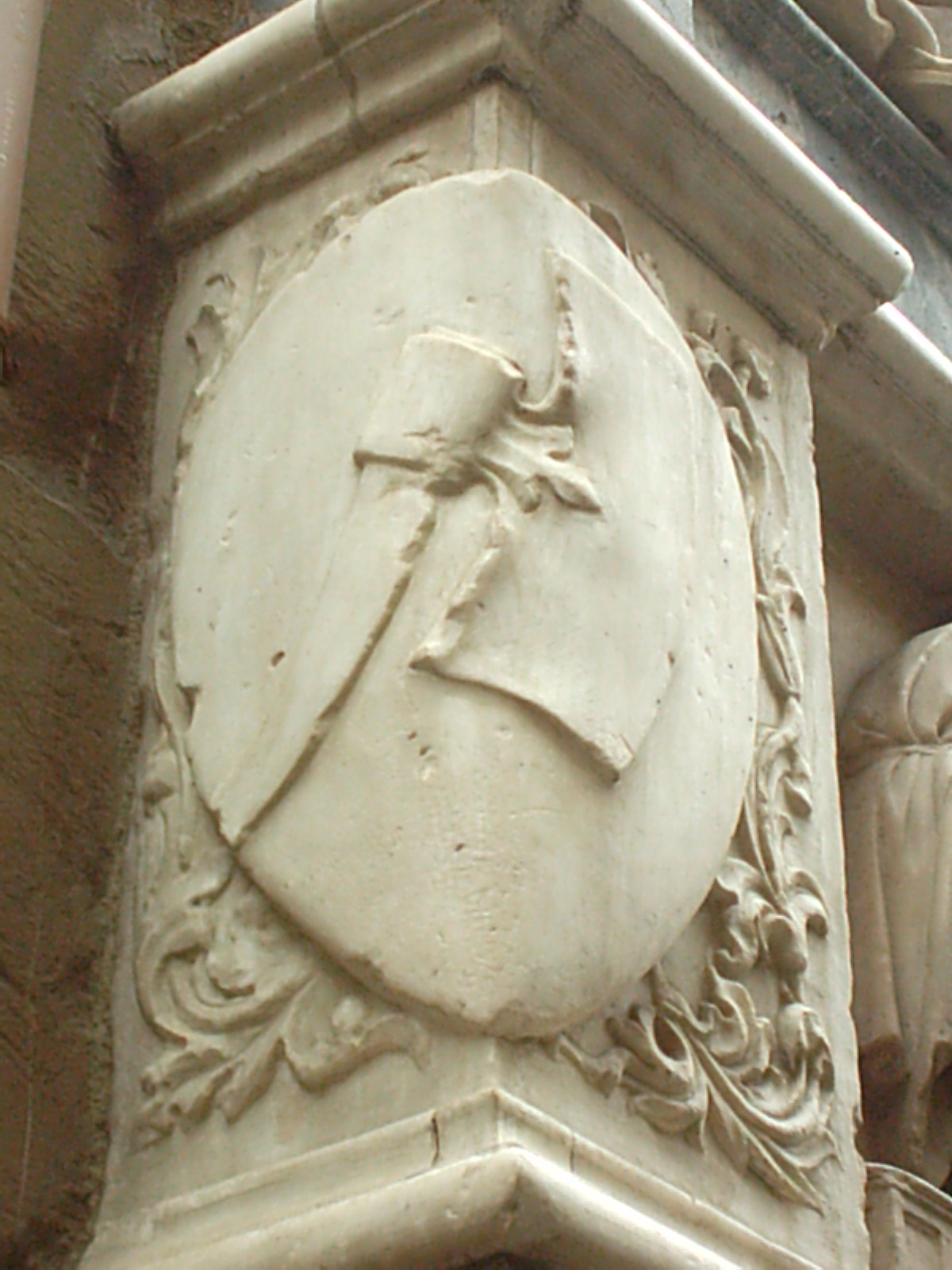
Blason des Maestri di Pietra e Legname.